# Roberta Flack
Roberta Cleopatra Flack (Black Mountain, 10 febbraio 1937 – New York, 24 febbraio 2025) è stata una cantante e pianista statunitense.

## Biografia
Attiva a lungo in svariati generi (R&B, soft rock, jazz, soul, folk), divenne nota principalmente per il singolo Killing Me Softly with His Song, con il quale nel 1973 raggiunse la prima posizione nella Billboard Hot 100 per cinque settimane, vincendo il Grammy Award come miglior album del 1974, e Where Is the Love, uno dei suoi tanti duetti con Donny Hathaway.
L'album First Take con Ron Carter contenente il brano omonimo raggiunse la prima posizione nella Billboard 200 per cinque settimane vincendo il disco di platino, la quarta in Canada con il disco d'oro e la nona posizione in Australia entrando nella Grammy Hall of Fame Award 2016.
Nel 1972 il singolo The First Time Ever I Saw Your Face, presente nella colonna sonora di Brivido nella notte, raggiunse la prima posizione nella Billboard Hot 100, rimanendovi quindi per sei settimane e risultando il disco più venduto dell'anno ed in Canada per tre settimane. Il brano fu premiato nel 1973 con il Grammy Award for Record of the Year e Grammy Award for Song of the Year.
Nel 1974 il singolo Feel Like Makin' Love arrivò primo nella Billboard Hot 100.
Negli anni settanta collaborò con Bob Dylan nella Rolling Thunder Revue, i cui concerti dell'autunno 1975 furono ripresi per poi essere inseriti nel film del 1978, scritto e diretto dallo stesso Dylan, Renaldo and Clara. Nella pellicola interpretò il ruolo di una cantante ospite ai concerti di Dylan.
Vincitrice di 4 Grammy Awards, nel 1999 una stella con il suo nome fu inserita nella Hollywood Walk of Fame.
Nel 2022, a 85 anni, le fu diagnosticata la SLA. È morta nella mattinata del 24 febbraio 2025, all'età di 88 anni, per le complicazioni della patologia neurodegenerativa .

## Discografia
Album in studio
- 1969 - First Take (Atlantic Records, SD 8230)
- 1970 - Chapter Two (Atlantic Records, SD 1569)
- 1971 - Quiet Fire (Atlantic Records, SD 1594)
- 1972 - Roberta Flack & Donny Hathaway (Atlantic Records, SD 7216)
- 1973 - Killing Me Softly (Atlantic Records, SD 7271)
- 1975 - Feel Like Makin' Love (Atlantic Records, SD 18131)
- 1977 - Blue Lights in the Basement (Atlantic Records, SD 19149)
- 1978 - Roberta Flack (Atlantic Records, SD 19186)
- 1980 - Roberta Flack Featuring Donny Hathaway (Atlantic Records, SD 16013)
- 1982 - I'm the One (Atlantic Records, SD 19354)
- 1983 - Born to Love (Capitol Records, ST-12284) con Peabo Bryson
- 1988 - Oasis (Atlantic Records, 81916-1)
- 1991 - Set the Night to Music (Atlantic Records, 82321-2)
- 1992 - Stop the World (Eastworld Records, TOCT-6630)
- 1994 - Roberta (Atlantic Records, CD 82597)
- 1997 - The Christmas Album (Angel Records, 7243 8 33307 2 0)
- 1999 - Friends: Roberta Flack Sings Mariko Takahashi (Kolin Records, THD 2002)
- 2003 - Holiday (RSJ Records, 10210)
- 2012 - Let It Be Roberta: Roberta Flack Sings The Beatles (429 Records, FTN 17852)
- 2012 - S.O.U.L. (Sony Music Commercial Music Group, 88691970732)

Live
- 1980 - Live & More (Atlantic Records, SD 2-7004) con Peabo Bryson
- 2008 - At Her Best Live (Immortal Records, IMA 104126)

Colonne sonore
- 1981 - Bustin' Loose (Music from the Original Motion Picture Soundtrack) (MCA Records, MCA 5141)

Raccolte
- 1981 - The Best of Roberta Flack (Atlantic Records, SD 19317)
- 1984 - Greatest Hits (K-Tel Records, NE 1269)
- 1993 - Softly with These Songs: The Best of Roberta Flack (Atlantic Records, 7 82498-2)
- 2006 - The Very Best of Roberta Flack (Atlantic Records, 8122-73332-2)
- 2011 - Love Songs (Rhino Entertainment Company, 8122797808)

Singoli
- 1969 - Compared to What
- 1970 - How Many Broken Wings (feat. Les McCann)
- 1970 - Reverend Lee
- 1971 - Do What You Gotta Do
- 1971 - You've Got a Friend (feat. Donny Hathaway)
- 1971 - You've Lost That Lovin' Feelin' (feat. Donny Hathaway)
- 1972 - Will You Still Love Me Tomorrow
- 1972 - The First Time Ever I Saw Your Face
- 1972 - Where Is the Love (feat. Donny Hathaway)
- 1973 - Killing Me Softly with His Song
- 1973 - Jesse
- 1974 - Feel Like Makin' Love
- 1975 - Feelin' That Glow
- 1977 - 25th of Last December
- 1978 - The Closer I Get to You
- 1978 - If I Ever See You Again
- 1978 - When It's Over
- 1979 - You Are Everything
- 1980 - You Are My Heaven (feat. Donny Hathaway)
- 1980 - Back Together Again (feat. Donny Hathaway)
- 1980 - Don't Make Me Wait Too Long
- 1980 - Make the World Stand Still (feat. Peabo Bryson)
- 1981 - Love Is a Waiting Game (feat. Peabo Bryson)
- 1981 - You Stopped Loving Me
- 1981 - Lovin' You (Is Such an Easy Thang to Do)
- 1982 - Making Love
- 1982 - I'm the One
- 1982 - In the Name of Love
- 1983 - Our Love Will Stop the World (feat. Eric Mercury)
- 1983 - Tonight, I Celebrate My Love (feat. Peabo Bryson)
- 1983 - Maybe (feat. Peabo Bryson)
- 1983 - You're Lookin' Like Love to Me (feat. Peabo Bryson)
- 1983 - Heaven Above Me (feat. Peabo Bryson)
- 1984 - I Just Came Here to Dance (feat. Peabo Bryson)
- 1984 - If I'm Still Around Tomorrow (feat. Sadao Watanabe)
- 1986 - We Shall Overcome
- 1988 - Oasis
- 1989 - Uh-Uh Ooh-Ooh Look Out (Here It Comes)
- 1989 - Shock to My System
- 1991 - Set the Night to Music (feat. Maxi Priest)
- 1992 - You Make Me Feel Brand New
- 1994 - I Might Be You
- 1996 - Killing Me Softly with His Song (Reborn Club Vox)
- 1997 - The Christmas Song
- 2011 - We Can Work It Out